# アオイ冬子
アオイ 冬子（アオイ ふゆこ、1月10日 - ）は、日本のイラストレーター、漫画家。長崎県出身、福岡県在住
 。

## 経歴
- 2008年 - コミックマーケット74カタログ、諸注意漫画を担当、同年、同じくコミックマーケット75の諸注意漫画を担当した[1]。
- 2009年 - アオイ冬子―Cotton Candyを発表[3]。
- 2010年 - 漫画作品、僕の大好きな先生を発表[4]。
- 2012年 - 空耳クラシック、1P目から始まる恋がホーム社、BLinkに掲載された。
- 2013年 - 婚約なんかできませんっ!をホーム社のBLink及びWEBLinkにて6月から11月まで連載、2014年には空耳クラシック、1p目から始まる恋も収録され、単行本が発売された[1][5][6]。
- 2014年11月から2015年11月 - ホーム社、WEBLinkにて『はちみつグラサージュ～執事、はじめました～』を連載、2016年6月には単行本が発売された[1][7]。
- 2018年 - 小説家になろうにて発表された山田桐子原作、『第三王子は発光ブツにつき、直視注意！』の連載を開始[8]したが、2019年一身上の都合で連載終了した[9]（代わってiyutaniによりコミカライズされた[10]）。

ティーンズラブやボーイズラブを含んだライトノベルのイラストを手掛けている。

## 作品リスト

### 漫画
- アオイ冬子―Cotton Candy（2009年、ピクト・コミックスDeluxe、全1巻）[3]
- 僕の大好きな先生を発表 (2010年、『CIEL Tres Tres』春の号‐10月号連載、あすかコミックス、全1巻 ）[4][1]
- 婚約なんかできませんっ!（2014年、『BLink』2012年6月号-2013年9月号、WEBLink 2号、空耳クラシック、1p目から始まる恋収録、アイズコミックスブリンク、全1巻）[1][11][12]
- 第三王子は発光ブツにつき、直視注意!（2018年-2019年、『ComicWalker』連載（連載中止）[8][9]

### 主なイラスト
- k-books 『日本黒髪男子カード』カードイラスト1枚（福岡県）[1]
- KADOKAWA webマガジンフルール ブルーライン イラスト1枚[1]
- アルファポリス スマホアプリ『きゅんPON！』スチル2枚[1]
- 五月の鐘を鳴らせ　ミンスラー物語（著:崎谷真琴、雑誌Cobalt7月号）[1]
- 雪の王と紅玉の少女 ミンスラー物語（全1巻、著:崎谷真琴、コバルト文庫）[1]
- アンダーマイスキン、（著:山内詠、エタニティブックス2月）[1]
- ツアーはあなたと（著:三季貴夜、エタニティブックス3月）[1]
- イミテーション・プリンセス（著:天都しずる、レジーナブックス）[1]
- ジュディハピ!（著:田中莎月、アルファポリス、全3巻）[1][13]
- 鬼へ鳴く月へ笑う（著:青暮波緒、ルルル文庫、）[1]
- ティーダワークス、pisca-pisca 創刊号、 表紙イラスト[1]
- ブーケ・ルージュ 愛寵物語（著:真山きよは、ティアラ文庫）[1]
- 闇獅子伯爵の再婚事情（著:森崎朝香著、一迅社文庫アイリス）[14]
- 金藍の守護者（著:香月沙耶、ビーズログ文庫、全3巻）[1][15]
- 少女時計師の奇跡的な時間線（著:和泉実希、ネオスブックスブロッサムサイド）[1]
- ニーナと精霊の扉 黒衣の公務員と碧の秘密（著:羽倉せい、角川ビーンズ文庫）[1][16]
- 偽姫 乙女の選択と下剋上な猟犬たち（著:藍川竜樹、コバルト文庫）[17]
- 秘密を抱く花嫁 真実の愛に溺れて（著:火崎勇、講談社X文庫ホワイトハート）[18]
- 身代わりフィアンセの二重生活 〜昼も夜も愛されて〜（著:ゆりの菜櫻、講談社X文庫ホワイトハート）[19]
- 狂伯爵と買われた花嫁（著:梨沙、一迅社文庫アイリス、全4巻）[1][20]
- 夢占小華伝 はじまりは皇宮にお住まいのお客さま（著:九月文、ビーズログ文庫）[1][21]
- 魔界の廃王子の求婚計画　 求婚者は領地のっとり希望です（著:倉下 青、一迅社文庫アイリス）[22][23]
- レイデ夫妻のなれそめ（原作:山咲黒著、ビーズログ文庫、全5巻）[24]
- 落ちこぼれ侯爵令嬢は婚約破棄をご所望です（原作:鬼頭香月、フェアリーキスピュア、全1巻）[25]
- 屋根裏部屋の公爵夫人（原作:もり、既刊5巻 ※3巻以降はキャラクター原案）[26]
- 悪役令嬢としてヒロインと婚約者をくっつけようと思うのですが、うまくいきません…（原作:枳莎、ビーズログ文庫アリス、全2巻）[27]
- 髪結師は竜の番になりました（やっぱり間違いだったようです）（著:三国司 、メリッサ)[28]
- 王子様に溺愛されて困ってます 〜転生ヒロイン、乙女ゲーム奮闘記〜（著:月神サキ 、メリッサ)[29]
- 出ていけ、と言われたので出ていきます（著：枝豆ずんだ、ツギクルブックス）[30]
- ラチェリアの恋（原作:三毛猫寅次、プティルブックス、既刊2巻）[31]
- 転生皇女はセカンドライフを画策する（著:槐、一迅社ノベルス）[32]